# 73 Yards (épisode de Doctor Who)
73 Yards est le quatrième épisode de la nouvelle Saison 1 de la série télévisée britannique Doctor Who diffusé le 25 mai 2024 sur BBC One et Disney+.

## Distribution
- Ncuti Gatwa (VFB : Maxime Van Santfoort) : Quinzième Docteur
- Millie Gibson (VFB : Marie Braam) : Ruby Sunday
- Michelle Greenidge (VFB : Bernadette Mouzon) : Carla Sunday
- Angela Wynter (VFB : Francine Laffineuse) : Cherry Sunday
- Anita Dobson (VFB : Myriam Thyrion) : Mrs Flood
- Jemma Redgrave (VFB : Stéphane Excoffier) : Kate Lethbridge-Stewart
- Dame Siân Phillips (VFB : Françoise Villers) : Enid Meadows
- Aneurin Barnard (VFB : Fabian Finckles) : Roger ap Gwilliam
- Maxine Evans (VFB : Muriel Bersy) : Lowri Palin
- Hilary Hobson  : 'The Woman'
- Sion Pritchard  : Joshua Steele
- Gwion Morris Jones  : Ifor Jones
- Elan Davies  : Thin Lucy
- Glyn Pritchard  : Eddie Jones
- Graham Butler  : Frank Hinchey
- Ali Ariaie  : Sanjay Miah
- Albey Brookes  : Rufus Bray
- Miles Yekinni  : Craig Deloach
- Amol Rajan  : lui-même
- Sophie Ablett  : Marti Bridges
- Shane David-Joseph  : Akhim Patil
- Rhyanna Alexander-Davis  : Elizabeth Campbell
- Amanda Walker  : Ruby âgée
- Vee Vimolmal  : Infirmière
- Susan Twist (VFB : Rosalia Cuevas) : Promeneuse

## Accroche
Atterrissant sur la côte galloise, le Docteur et Ruby se lancent dans le voyage le plus étrange de leur vie. Dans un pub frappé par la pluie, les habitants craignent que d'anciennes légendes ne prennent vie.

## Résumé
Le Docteur et Ruby arrivent au bord d'une falaise au Pays de Galles. Le Docteur marche accidentellement sur un « cercle de fées » et disparaît peu de temps après. Ruby voit une femme mystérieuse apparaître à exactement 73 yards (66,7 mètres) d'elle, peu importe où elle se trouve. Ruby constate que la femme bouge lorsqu'elle se dirige vers elle, et toute personne à qui elle demande de lui parler à sa place s'enfuit terrorisée. Ruby décide de rentrer chez elle, où elle demande l'aide de sa mère, Carla. Carla parle à la femme, mais elle s'enfuit terrorisée. Carla renie Ruby et la laisse dans la rue.
Un an plus tard, Ruby rencontre Kate Lethbridge-Stewart de UNIT. Elle explique que le Docteur n'a jamais été revu après sa disparition au Pays de Galles et commente l'augmentation de l'activité magique observée récemment par UNIT. Elle suppose que le filtre de perception du TARDIS sur le cercle des fées pourrait avoir créé le phénomène. Plusieurs soldats de l'UNIT tentent de capturer la femme, mais à mesure qu'ils se rapprochent d'elle, elle leur parle et ils s'en vont y compris Kate.
Ruby passe les 20 années suivantes seule dans son appartement, toujours suivie par cette mystérieuse femme. Lors d'un rendez-vous, Ruby voit une publicité pour Roger ap Gwilliam, un candidat politique mentionné par le Docteur comme ayant amené la Grande-Bretagne au bord d'une guerre nucléaire après son élection. Ruby rejoint ainsi le groupe de Gwilliam pour l'arrêter.
Gwilliam remporte les élections et envisage de prononcer un discours devant le monde dans lequel il annoncera que la Grande-Bretagne quitte l'OTAN et achète l'arsenal nucléaire du Pakistan. Ruby parvient à s'éloigner de 73 yards de Gwilliam, ce qui lui permet de faire façe à la femme. Gwilliam s'enfuit terrorisé et démissionne de son poste de Premier ministre. Grâce à cette action, Ruby sauve potentiellement le monde en 2046 mais la femme ne part pas, et Ruby passe encore 40 ans seule.
Une Ruby âgée retourne se recueillir auprès du TARDIS toujours présent sur la falaise. On la voit allongée dans un lit d'hôpital, regardant la femme s'approcher lentement du pied de son lit, elle se retourne sans que son visage soit visible alors que le moniteur cardiaque de Ruby s'arrête. La Ruby âgée apparaît dans le passé, à la place de la femme qui suit Ruby depuis 2024 aux Pays de Galles, le jour où elle jeune et le Docteur ont interagi avec le cercle. La jeune Ruby voit la femme qui chuchote au loin de ne pas piétiner, empêchant ainsi le Docteur, via Ruby, de briser le cercle des fées pour continuer leurs aventures sans que le Docteur disparaisse de la réalité.

## Continuité
- La malédiction du cercle de fées cause toutes personnes interagissant avec la dame qui suit Ruby à fuir le plus loin possible d'elle et voire même à mépriser Ruby, ressemble à la malédiction que Clyde Langer avait autrefois subie dans la cinquième et dernière saison du spin-off The Sarah Jane Adventure.
- Ruby a toujours la clé du TARDIS que le Docteur lui a donnée dans « Les Bébés de l'Espace ».
- Ruby demande à la promeneuse si elle ne se connaissent pas, c'est la même actrice, Susan Twist, qui jouait l'ambulance dans l'épisode précédent « BOUM »
- Kate mentionne que UNIT assiste les anciennes compagnes du Docteur lorsqu'elles « reprennent une vie normale », comme vu précédemment avec le recrutement de Tegan Jovanka et Ace dans « Le Pouvoir du Docteur » (2022) ou de Mel Bush dans « Le Fabricant de Jouets » (2023). UNIT prend aussi soin de Wilfred Mott, comme expliqué dans « La Créature stellaire » (2023).
- Kate remarque que la chronologie de Ruby a été suspendue le long d'un événement. Le scarabée temporel avait fait cela à Donna Noble lors des événements de « Le Choix de Donna » (2008).
- Le TARDIS utilise toujours un filtre de perception comme celui établi dans « L'Explosion de Cardiff » (2005).
- Le Docteur étant banni, le TARDIS est abandonné au sommet d'une falaise et reçoit parfois la visite de personnes qui déposent des fleurs et des messages autour de celui-ci. Le Quatorzième Docteur a imaginé qu'un sort similaire arriverait au TARDIS s'il devait mourir pendant les événements de « Aux Confins de l'Univers » (2023).
- En 2086, Ruby se souvient qu'elle n'a jamais découvert qui étaient ses parents biologiques, rappelant ses efforts infructueux pour en savoir plus dans « L'église de Ruby Road ».
- Ruby mentionne qu'elle a autrefois pu faire tomber la neige, se rappelant qu'elle l'avait invoquée dans « Les Bébés de l'Espace », « L'Accord du Diable » et « BOUM ».